# 小果丫蕊花
小果丫蕊花（学名：Ypsilandra cavaleriei）为百合科丫蕊花属下的一个种。